# Отеген-Батыр
Отеген-Батыр (каз. Өтеген батыр, до 1999 года — Энергетический) — село (в 1966—2016 — посёлок городского типа) в Илийском районе Алматинской области Казахстана, административный центр Илийского района и сельского округа Отеген-Батыр. Названо в честь Отеген батыра.
Код КАТО — 196830100. Расположено в 3 км к северу от Алматы. В селе находится железнодорожная станция Жеты-Су.

## Население
| Численность населения | Численность населения | Численность населения | Численность населения | Численность населения | Численность населения | Численность населения | Численность населения | Численность населения |
| 1970                  | 1979                  | 1989                  | 1991                  | 1999                  | 2004                  | 2005                  | 2006                  | 2007                  |
| --------------------- | --------------------- | --------------------- | --------------------- | --------------------- | --------------------- | --------------------- | --------------------- | --------------------- |
| 6589                  | ↗11 773               | ↗16 663               | ↗17 200               | ↗17 301               | ↗18 550               | ↗19 140               | ↗19 452               | ↗19 938               |
| 2008                  | 2009                  | 2010                  | 2011                  | 2012                  | 2013                  | 2014                  | 2015                  | 2016                  |
| ↗20 213               | ↗20 362               | ↗20 500               | ↗20 866               | ↗21 596               | ↘21 543               | ↗21 945               | ↘21 875               | ↘21 275               |
| 2017                  | 2018                  | 2019                  |                       |                       |                       |                       |                       |                       |
| ↘17 251               | ↘16 731               | ↘15 180               |                       |                       |                       |                       |                       |                       |

## Экономика
В селе расположена Алматинская ТЭЦ-3 — электростанция «Самрук-Энерго» установленной мощностью 173 МВт.
Табачная компания «Филип Моррис Казахстан»
Теплично-парниковые предприятия.
Завод по производству мороженого Шин-лайн

## Известные люди
- Абиш, Самат Сатыбалдыулы (1978) — Первый заместитель Председателя Комитета национальной безопасности Республики Казахстан.

## Галерея

Памятник героям Великой Отечественной войны.
Мечеть Ал-Ихсан.
Храм святых мучеников Адриана и Натальи.